# 阿卜迪·納格耶
阿卜迪·納格耶（荷蘭語：Abdi Nageeye，1989年3月2日—），荷蘭田徑運動員，他代表荷蘭隊參加了日本舉行的2020年夏季奧林匹克運動會，並且在男子馬拉松比賽上獲得銀牌。